# Nototriche calchaquensis
Nototriche calchaquensis är en malvaväxtart som beskrevs av Antonio Krapovickas. Nototriche calchaquensis ingår i släktet Nototriche och familjen malvaväxter. Inga underarter finns listade i Catalogue of Life.